# 1441
- Wikisource

| Calendário gregoriano                                                        | 1441 MCDXLI                                          |
| Ab urbe condita                                                              | 2194                                                 |
| Calendário arménio                                                           | 890 – 891                                            |
| Calendário bahá'í                                                            | -403 – -402                                          |
| Calendário budista                                                           | 1985                                                 |
| Calendário chinês                                                            | 4137 – 4138 Início a 23 de janeiro (aproximadamente) |
| Calendário copta                                                             | 1157 – 1158                                          |
| Calendário etíope                                                            | 1433 – 1434                                          |
| Calendários hindus - Vikram Samvat - Calendário nacional indiano - Cáli Iuga | 1496 – 1497 1362 – 1363 4541 – 4542                  |
| Calendário Holoceno                                                          | 11441                                                |
| Calendário islâmico                                                          | 845 – 846                                            |
| Calendário judaico                                                           | 5201 – 5202                                          |
| Calendário persa                                                             | 819 – 820                                            |
| Calendário rúnico                                                            | 1691                                                 |
| Calendário solar tailandês                                                   | 1984                                                 |

1441 (MCDXLI na numeração romana) foi um ano comum do século XV do Calendário Juliano, da Era de Cristo, a sua letra dominical foi A (52 semanas), teve início a um domingo e terminou também a um domingo.
| Ano completo                    |
| ------------------------------- |
| Ano comum com início ao domingo |

## Eventos
- O navegador Nuno Tristão chega ao Cabo Branco com Gonçalo Afonso.
- Começam a chegar de África os primeiros cativos, mouros, depois negros a Portugal; o Infante D. Henrique retém o quinto sobre a primeira frota negreira (244 escravos) que chega a Portugal.
- Ah Xupan saqueia e destrói a cidade de Mayapan. É o fim da Liga de Mayapan que reuniu desde 1221 os maias de Iucatã sobre um governo comum.

## Nascimentos
- 26 de abril - Justa Rodrigues
- 25 de junho - Frederico I Gonzaga
- 1 de setembro - Margarida de Rawa
- 14 de setembro - Pedro de Arbués
- 20 de setembro - Francisco de Borja (cardeal)
- 11 de novembro - Carlota de Saboia
- 1 de dezembro - Johannes Petri

## Mortes
- 13 de janeiro - Briolanja de Sousa
- 8 de março - Margarida de Borgonha, Duquesa da Baviera
- 3 de abril - Branca I de Navarra
- 30 de abril - Fernando de Castro, senhor do Paul do Boquilobo
- 22 de julho - Almutadide II
- 18 de setembro - Antonius Luschus